# Udemy
Udemy, Inc. — це освітня технологічна компанія, яка являє собою онлайн-платформу для навчання та викладання. Компанію заснували в травні 2010 року Ерен Балі, Гаган Біяні та Октай Чаглар.
Станом на червень 2023 року платформа має 64 мільйони учнів, понад 210 000 курсів і понад 75 000 інструкторів, які викладають курси майже 75 мовами, з понад 870 мільйонами записаних курсів.
Є понад 14 900 клієнтів Udemy Business, і більше 50 % зі списку Fortune 100 є клієнтами Udemy Business. Клієнти Udemy Business мають доступ до понад 24 тисяч курсів, з яких понад 10,5 тисячі — англійською мовою, а близько 13,5 тисячі — 14 іноземними мовами.
Студенти відвідують курси, перш за все, щоб покращити професійні навички. Деякі курси дають кредит для технічної сертифікації . Udemy залучає корпоративних тренерів, які прагнуть створити курсову роботу для співробітників своєї компанії.
Штаб-квартира Udemy розташована в Сан-Франциско, Каліфорнія, з центрами в Денвері, Колорадо ; Дублін, Ірландія ; Остін, Техас; Мельбурн, Австралія ; Стамбул, Туреччина та Ґурґаон, Індія .

## Історія
У 2007 році засновники Udemy (you-de-mee, portmanteau of you + academy) Ерен Балі та Октай Чаглар створили програмне забезпечення для живого віртуального класу, живучи в Туреччині. Вони побачили потенціал у тому, щоб зробити продукт безкоштовним для всіх, і через два роки переїхали до Силіконової долини, щоб заснувати компанію. Сайт був запущений Балі, Октаєм Чагларом і Гаганом Біяні на початку 2010 року
У лютому 2010 року засновники спробували залучити фінансування венчурного капіталу, але ця ідея не вразила інвесторів, і їм було відмовлено 30 разів, за словами Гагана Біяні. У відповідь на це вони розпочали розробку продукту та запустили Udemy — «Вашу академію» — у травні 2010 року
За кілька місяців 1000 викладачів створили близько 2000 курсів, а Udemy мала майже 10 000 зареєстрованих користувачів. Враховуючи цю сприятливу реакцію ринку, вони вирішили спробувати ще одину спробу для залучення фінансування. Вдалось залучили 1 мільйон доларів венчурного фінансування до серпня.
У жовтні 2011 року компанія залучила додаткові 3 мільйони доларів у рамках фінансування серії A під керівництвом інвесторів Groupon Еріка Лефкофскі та Бреда Кейвелла, а також 500 Global (раніше 500 Startups) і MHS Capital.
У грудні 2012 року компанія залучила 12 мільйонів доларів у рамках фінансування серії B під керівництвом Insight Venture Partners, а також Lightbank Capital, MHS Capital і Learn Capital, довівши загальне фінансування Udemy до 16 мільйонів доларів. 22 квітня 2014 року цифрове видання Wall Street Journal ', що головний операційний директор Udemy Денніс Янг був призначений генеральним директором замість Ерена Балі.
У травні 2014 року Udemy залучила ще 32 мільйони доларів у рамках фінансування серії C під керівництвом Norwest Venture Partners, а також Insight Venture Partners і MHS Capital.
У червні 2015 року Udemy залучила 65 мільйонів доларів фінансування серії D під керівництвом Stripes . Udemy приєднався до іншого центру онлайн-навчання Skillsdox Inc з Канади, щоб відкрити школу навичок в Індії. </link>
У червні 2016 року Udemy залучила 60 мільйонів доларів від Naspers Ventures як продовження раунду фінансування серії D у розмірі 65 мільйонів доларів США з червня 2015 року
5 лютого 2019 року Udemy оголосила, що правління компанії призначило Грегга Коккарі новим виконавчим директором.
У лютому 2020 року Udemy залучила 50 мільйонів доларів від давнього партнера в Японії, Benesse Holdings, Inc., і оголосила про оцінку в 2 мільярди доларів.
У листопаді 2020 року Udemy залучила 50 мільйонів доларів за оцінкою в 3,25 мільярда доларів, яку очолює Tencent Holdings .
29 жовтня 2021 року компанія Udemy провела IPO в США і вказана під символом UDMY.

### Фінанси
Udemy ще не принесла прибутку, як це зазвичай буває серед швидкозростаючих стартапів, які інвестують значні кошти у власний розвиток. Udemy повідомила про чисті збитки в розмірі $69,7 млн за 2019 рік і $77,6 млн чистих збитків за 2020 рік. Станом на 30 червня 2021 року накопичений дефіцит Udemy становив 407,9 млн доларів. У 2020 році Udemy витратила $192,6 млн на маркетинг і рекламу.

### Брендинг
У 2021 році Udemy змінила свій логотип на актуальний (використовується по сьогодні) вигляд із перевернутим фіолетовим шевроном над назвою торгової марки компанії, виділеним малими літерами жирним шрифтом чорного кольору.
Раніше з часом його стилізували різними способами, включаючи схожий логотип яскраво-зеленого кольору без будь-яких акцентів. В одному прикладі дуже раннього дизайну логотипу використовувався більший текст і велика літера U у «Udemy» на додаток до великого стилізованого червоного U ліворуч.

## Огляд
Udemy — це платформа, яка дозволяє інструкторам створювати та продавати онлайн-курси створені на улюблені теми (в яких вони мають експертну думку). Використовуючи інструменти розробки курсів Udemy, інструктори можуть завантажувати відео, вихідний код для розробників, презентації PowerPoint, PDF-файли, аудіофайли, ZIP-файли та будь-який інший вміст, який може бути корисним для учнів. Викладачі також можуть залучати та взаємодіяти з користувачами через онлайн-обговорення.
Курси пропонуються в широкому спектрі категорій, включаючи бізнес і підприємництво, академічні науки, мистецтво, здоров'я та фітнес, мову, музику та технології. Більшість занять присвячені практичним предметам, таким як навчання AWS і Azure, програмне забезпечення Excel або використання камери iPhone . Udemy також пропонує Udemy Business (раніше Udemy for Business), що надає компаніям доступ до цільового набору з понад 24 000 курсів на теми від тактики цифрового маркетингу до офісної продуктивності, дизайну, менеджменту, програмування тощо. За допомогою Udemy Business організації також можуть створювати спеціальні навчальні портали для корпоративного навчання. Для невеликих компаній Udemy пропонує командний план Udemy, який є ліцензією на обмежену кількість користувачів, але має ідентичний вміст до Udemy Business.
Курси на Udemy можуть бути платними або безкоштовними, залежно від інструктора. У 2015 році 10 найкращих інструкторів отримали понад 17 мільйонів доларів загального доходу.
У квітні 2013 року Udemy запропонувала додаток для Apple iOS, що дозволяє студентам відвідувати заняття безпосередньо з iPhone ; Версія для Android була запущена в січні 2014 року Станом на січень 2014 року додаток для iOS було завантажено понад 1 мільйон разів, і 20 відсотків користувачів Udemy отримують доступ до своїх курсів через мобільний телефон. У липні 2016 року Udemy розширила свою платформу iOS, включивши Apple TV . 11 січня 2020 року мобільний додаток Udemy став найприбутковішим додатком для Android в Індії.
Udemy іноді розглядається як частина руху MOOC, доступного поза традиційною університетською системою що надає можливість студентам, які хочуть заглибитися в складні курси університетського рівня, навчаючись у вільний час.

## Згадки
Udemy згадували в The New York Times, The China Post, Fast Company, BBC, YPN  і TechCrunch, а Mashable зазначає, що «Udemy пропонує досвід, який конкурує з реальним класом, і повинен виявитися корисною програмою для вчителів і студентів усіх предметів».
У 2014 році Forbes назвав співзасновника Udemy Ерена Балі частиною свого «30 до 30» «найяскравіших зірок у 15 різних сферах у віці до 30 років».
У 2020 році Udemy потрапив до щорічного списку «Змінити світ» журналу Fortune.
У 2019, 2020, 2021 та 2022 роках Udemy було визнано найкращим місцем для роботи в районі затоки.

## Проблеми з піратством
У листопаді 2015 року Udemy звинуватили у публікації та отриманні прибутку від піратських курсів. Тодішній генеральний директор Денніс Янг відповів на звинувачення в блозі та заявив, що Udemy не отримав прибутку від цього випадку піратства.